# Fatima Hassouna
Fatima Hassouna (Gaza, 2000 - Gaza, 2025), foi uma fotojornalista palestiniana, que documentou a vida de civis durante a guerra em Gaza. Ganhou reconhecimento internacional pelas suas imagens pungentes que ilustram as consequências da guerra e tornou-se a protagonista do documentário Put Your Soul on Your Hand and Walk, selecionado para o Festival de Cinema de Cannes de 2025.
Morreu no dia 16 de abril de 2025, juntamente com dez membros da sua família, num ataque aéreo israelita à sua casa em Gaza. 

## Biografia
Fatima Hassouna nasceu em Março de 2000, em Gaza. Filha de um motorista de táxi, pertence à classe média.
Licenciada em multimédia pela Universidade de Ciências Aplicadas de Gaza, rapidamente ganhou reconhecimento como fotógrafa e colaborou com vários meios de comunicação social locais e internacionais, entre eles, o Untold Palestine, o Tamer Institute for Community Education (que trabalha há trinta anos com questões relacionadas com as crianças na Palestina, distinguido com o Prémio Memorial Astrid Lindgren, em 2009) e a plataforma americana Mondoweiss.  O seu trabalho foi publicado no diário britânico The Guardian e apresentado em exposições internacionais como Gaza, My Beloved e SAFE.  Era conhecida como o olho de Gaza pelo os seus colegas. 
Começou a documentar profissionalmente a vida na cidade, após o bombardeamento israelita na sequência do ataque do Hamas, no dia 7 de Outubro de 2023.

#### Carreira profissional
Sendo uma das poucas jornalistas locais a poder cobrir a guerra, depois de os jornalistas estrangeiros terem sido proibidos de entrar em Gaza, Hassouna relatou as evacuações forçadas, impostas pelo exército israelita, a destruição das infra-estruturas pelos ataques aéreos israelitas, as mortes e os funerais de civis, bem como cenas de resiliência, como crianças a brincar nas ruínas. Para além do seu trabalho jornalístico, organizou workshops de escrita para crianças numa escola no norte de Gaza, que se tornou um refúgio para pessoas deslocadas.
Em 13 de janeiro de 2024, sobreviveu a um ataque aéreo israelita que matou doze membros da sua família. 
O seu trabalho foi publicado no The Guardian e noutros meios de comunicação social internacionais.  No dia 15 de Abril de 2025, publicou a sua última história no Instagram, mostrando um pôr do sol em Gaza com a legenda: “Este é o primeiro pôr do sol em muito tempo”. 

#### Morte
Fatima Hassouna e dez familiares seus, incluindo a irmã grávida, foram mortos na madrugada de 16 de Abril de 2025, quando um míssil israelita atingiu a casa da família, no bairro de Al-Touffah, na cidade de Gaza.  O ataque ocorreu um dia após o anúncio da seleção do seu documentário para o Festival de Cinema de Cannes e alguns dias antes do seu casamento com Moutaz, de quem ficara noiva em Dezembro. Os corpos foram levados para o hospital de Al-Shifa pela Defesa Civil palestiniana. 
Contactado sobre o assassinato de Fatima Hassouna, o exército israelita declarou que tinha como alvo “um membro do Hamas” envolvido “em ataques contra soldados e civis israelitas”, acrescentando que tinha “tomado precauções para evitar vítimas civis”. A realizadora do documentário, Sepideh Farsi, rejeita esta justificação: “Conheço toda a família. É absurdo".  De acordo com a relatora especial das Nações Unidas para os Territórios Palestinianos Ocupados, Francesca Albanese, “o seu crime foi fazer a crónica do genocídio através de artigos e fotografias contundentes. Isto é algo que um regime genocida não pode permitir". 

## Documentário
O documentário Put Your Soul on Your Hand and Walk, realizado por Sepideh Farsi, baseia-se num ano de conversas em vídeo entre a realizadora e Hassouna. O filme foi selecionado como parte da secção paralela ACID no Festival de Cannes 2025. Na última troca de impressões, Fatima diz a Sepideh: “Eu vou (a Cannes), mas tenho de voltar para Gaza. Não quero sair de Gaza". 

## Impacto
A  Associação du Cinema Independente para a sua Distribuição (ACID), descreve Fátima como tendo um “sorriso (...) tão mágico como a sua tenacidade”.  No dia 2 de Agosto de 2024, Fátima Hassouna publicou a seguinte mensagem no Instagram: “Se eu morrer, quero uma morte retumbante. Não quero ser notícia, nem apenas mais um número. Quero uma morte de que o mundo inteiro se aperceba, uma pegada que dure para sempre e imagens imortais que nem o tempo nem o espaço possam enterrar”, indicando o seu desejo de que a sua morte sensibilizasse para o sofrimento dos palestinianos. 
O seu assassinato provocou uma onda de pesar e solidariedade entre jornalistas e activistas pró-palestinianos de todo o mundo. As suas fotografias e o seu trabalho foram amplamente divulgados e ela tornou-se um símbolo de coragem e dedicação à transmissão da verdade. 
A sua morte eleva para pelo menos 157 o número de profissionais da comunicação social mortos pelo exército israelita na Faixa de Gaza desde outubro de 2023, segundo a Federação Internacional de Jornalistas. Segundo grupos de defesa da liberdade de imprensa, o número ultrapassa efectivamente os 200. No final da tarde de 16 de abril de 2025, 200 jornalistas franceses organizaram uma manifestação nas escadas da Ópera da Bastilha, em Paris, para lhes prestar homenagem. O retrato de Fátima Hassouna, que tinha sido assassinada no início do dia, foi erguido. 

## Homenagens
Em Maio de 2025, antes da abertura do Festival de Cinema de Cannes, mais de 350 estrelas e estilistas assinaram uma carta condenando o assassinato de Fatima Hassouna e da sua família, e o genocídio em Gaza. A carta concluía: “Por Fátima, por todos aqueles que morrem na indiferença. O cinema tem o dever de transmitir as suas mensagens, de refletir as nossas sociedades. Vamos agir antes que seja demasiado tarde”. No dia 13 de Maio, Juliette Binoche prestou homenagem a Fatima Hassouna na noite de abertura do festival. 